# Mola Grossa
La Mola Grossa és una muntanya de 1.044 metres que es troba entre els municipis de Paüls i Prat de Comte, a la comarca de la Terra Alta.